# Chahui

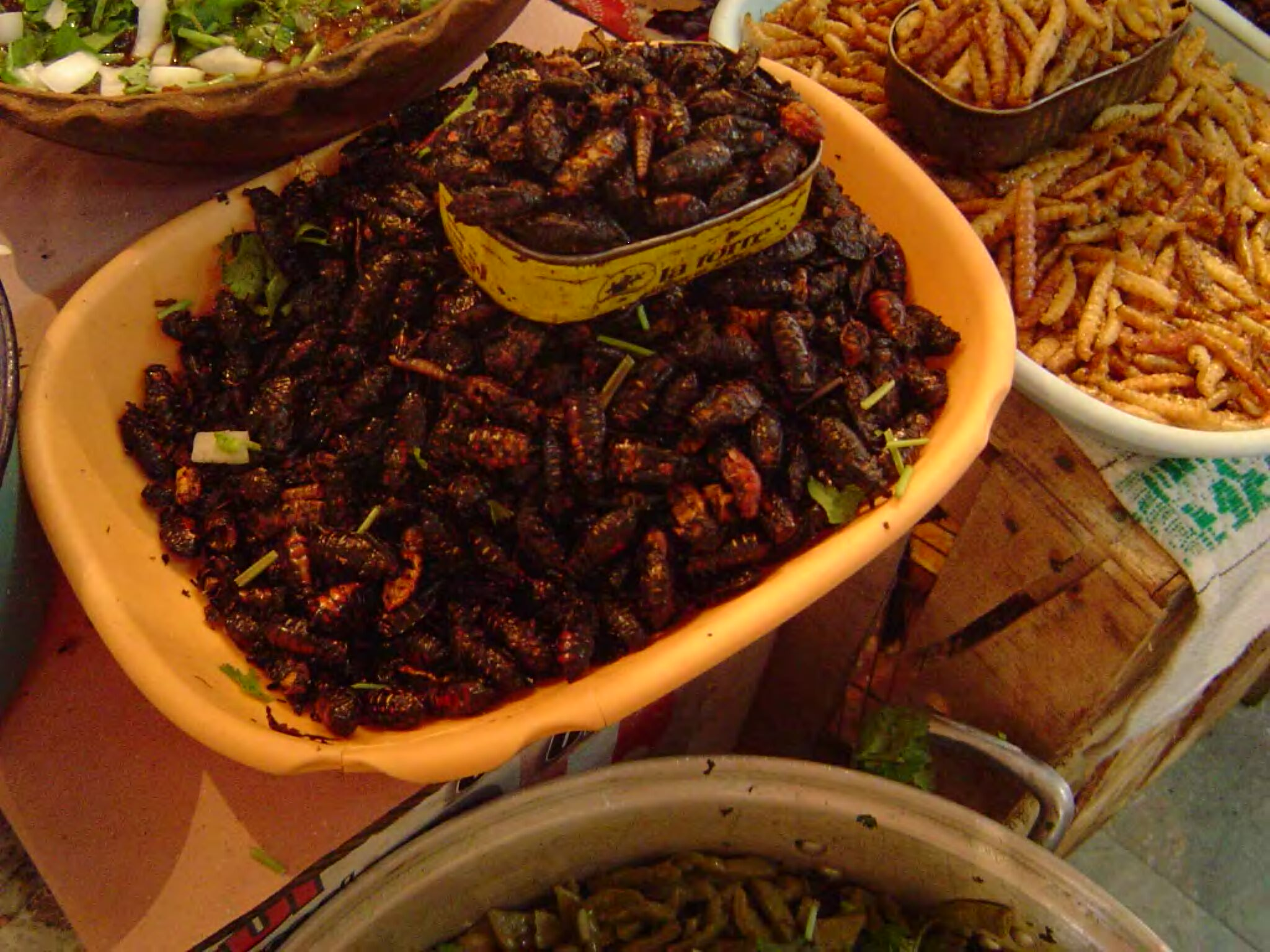
Chahuis en un mercado de Tula de Allende

En la gastronomía mexicana, chahuis, shahuis, shawis, shahues, chagüis, xohues, xahuis, gusanos de los palos, escarabajos rinoceronte, escarabajo de cuernos largos, escarabajos longicornio, gallinas ciegas, titococos, titocos, canalejos o cuauhocuilin (del náhuatl: "gusanos de la madera") son nombres que hacen referencia a una variedad de 88 especies de escarabajos considerados como alimento para el ser humano. Los chahuis se alimentan de huizaches o mezquites, tipos de árboles que abundan en el centro y sur de México, particularmente en los estados de Chiapas, Estado de México, Guerrero, Hidalgo, Michoacán, Nayarit, Oaxaca, Puebla, Tabasco, Veracruz y la Ciudad de México. 
Los chahuis se consumen preferentemente en verano, en su último estadio larvario (2-3 semanas de vida), ya que en su estadio adulto tienen un sabor amargo. Se consumen fritos, asados, guisados o en salsa, también tatemados al comal y servidos con sal y chile. Las familias de escarabajos más comunes son: Cerambycidae, Scarabaeidae, Melolonthidae y Passalidae.
En el sur de México, se comen tostados en comal o bien en un caldo preparado con hoja de aguacate, epazote y maíz molido.

## Especies
Se mencionarán algunas especies de estos insectos:
- Aplagiognathus spinosus (Newman, 1840).
- Arhophalus rusticus (Linnaeus, 1758).
- Callipogon barbatum (Fabricius, 1781).
- Derobrachus (especialmente: procerus, Thomson, 1860).
- Lagocheirus rogersii (Bates, 1880).
- Oileus rimator (Truqui, 1857).
- Melolontha (Fabricius, 1775).
- Passalus (especialmente: insterstitialis (Eschscholtz, 1829), punctiger (Lepeletier & Audinet-Serville, 1828) y puntatostriatus (Percheron, 1835).
- Phyllopaga (especialmente: mexicana, Blanchard, 1851).
- Polyrhaphis (Audinet-Serville, 1835).
- Stenodontes cer. maxillosus (Drury, 1773).[9]
- Stenodontes cer. molaria (Bates).
- Trichoderes pini (Chevrolat, 1843).
- Xyloryctes (especialmente: corniger y ensifer, ambos por Bates, 1888 y furcata y furcatus, ambos por Burmeister, 1847).